# 67. Oscar-gála
A 67. Oscar-gálán az Amerikai Filmművészetek és Filmtudományok Akadémiája (AMPAS) az 1994-es év legjobb filmjeit és filmeseit értékelte. A ceremónia 1995. március 27-én volt, az Akadémia összesen huszonhárom kategóriában osztott ki díjakat.
A legtöbb, hat díjat a Forrest Gump nyerte meg, beleértve a legjobb filmnek járó díjat is. A legjobb női főszereplő Jessica Lange (Kék ég), a legjobb férfi főszereplő a Forrest Gump címszereplőjét alakító Tom Hanks lett, aki az előző évben is megnyerte ezt a díjat. A legjobb női mellékszereplőnek járó díjat Dianne Wiest (Lövések a Broadwayn), a legjobb férfi mellékszereplő az Ed Wood című filmben Lugosi Bélát alakító Martin Landau lett.

## Díjazottak
| Kategória                     | Győztes                                |                                                           |
| ----------------------------- | -------------------------------------- | --------------------------------------------------------- |
| Legjobb film                  | Forrest Gump                           | Wendy Finerman, Steve Starkey, Steve Tisch                |
| Legjobb férfi főszereplő      | Tom Hanks                              | Forrest Gump                                              |
| Legjobb női főszereplő        | Jessica Lange                          | Kék ég                                                    |
| Legjobb férfi mellékszereplő  | Martin Landau                          | Ed Wood                                                   |
| Legjobb női mellékszereplő    | Dianne Wiest                           | Lövések a Broadwayn                                       |
| Legjobb rendező               | Robert Zemeckis                        | Forrest Gump                                              |
| Legjobb eredeti forgatókönyv  | Ponyvaregény                           | Quentin Tarantino, Roger Avary                            |
| Legjobb adaptált forgatókönyv | Forrest Gump                           | Eric Roth                                                 |
| Legjobb fényképezés           | Szenvedélyek viharában                 | John Toll                                                 |
| Legjobb vágás                 | Forrest Gump                           | Arthur Schmidt                                            |
| Legjobb látványtervezés       | György király                          | Ken Adam, Carolyn Scott                                   |
| Legjobb kosztümtervező        | Priscilla, a sivatag királynője        | Lizzy Gardiner, Tim Chappel                               |
| Legjobb smink/maszk           | Ed Wood                                | Rick Baker, Ve Neill, Yolanda Toussieng                   |
| Legjobb eredeti filmzene      | Az oroszlánkirály                      | Hans Zimmer                                               |
| Legjobb eredeti betétdal      | Az oroszlánkirály                      | „Can You Feel the Love Tonight”                           |
| Legjobb hang                  | Féktelenül                             | Gregg Landaker, Steve Maslow, Bob Beemer, David MacMillan |
| Legjobb hangvágás             | Féktelenül                             | Stephen Hunter Flick                                      |
| Legjobb képi effektusok       | Forrest Gump                           | Ken Ralston, George Murphy, Stephen Rosenbaum, Allen Hall |
| Legjobb idegen nyelvű film    | Utomlennije szolncem - Csalóka napfény | Oroszország                                               |
| Legjobb dokumentumfilm        | Maya Lin: A Strong Clear Vision        | Freida Lee Mock, Terry Sanders                            |
| Legjobb animációs rövidfilm   | Bob's Birthday                         | Alison Snowden, David Fine                                |

## Kategóriák és jelöltek

### Legjobb film
Forrest Gump (Wendy Finerman, Steve Starkey, Steve Tisch)
- Kvíz Show (Michael Jacobs, Julian Krainin, Michael Nozik, Robert Redford)
- A remény rabjai (Niki Marvin)
- Négy esküvő és egy temetés (Duncan Kenworthy)
- Ponyvaregény (Lawrence Bender)

### Legjobb színész
Tom Hanks (Forrest Gump)
- John Travolta (Ponyvaregény)
- Morgan Freeman (A remény rabjai)
- Nigel Hawthorne (György király)
- Paul Newman (Senki bolondja)

### Legjobb színésznő
Jessica Lange (Kék ég)
- Susan Sarandon (Az ügyfél)
- Winona Ryder (Kisasszonyok)
- Jodie Foster (Nell, a remetelány)
- Miranda Richardson (Tom és Viv)

### Legjobb mellékszereplő színész
Martin Landau (Ed Wood)
- Gary Sinise (Forrest Gump)
- Samuel L. Jackson (Ponyvaregény)
- Paul Scofield (Kvíz Show)
- Chazz Palminteri (Lövések a Broadwayn)

### Legjobb mellékszereplő színésznő
Dianne Wiest (Lövések a Broadwayn)
- Jennifer Tilly (Lövések a Broadwayn)
- Helen Mirren (György király)
- Uma Thurman (Ponyvaregény)
- Rosemary Harris (Tom és Viv)

### Legjobb rendező
Robert Zemeckis (Forrest Gump)
- Robert Redford (Kvíz Show)
- Quentin Tarantino (Ponyvaregény)
- Woody Allen (Lövések a Broadwayn)
- Krzysztof Kieślowski (Három szín: piros)

### Legjobb eredeti forgatókönyv
Ponyvaregény (Quentin Tarantino, Roger Avary)
- Lövések a Broadwayn (Woody Allen, Douglas McGrath)
- Négy esküvő és egy temetés (Richard Curtis)
- Három szín: piros (Krzysztof Kieślowski, Krzysztof Piesiewicz)
- Mennyei teremtmények (Peter Jackson, Fran Walsh)

### Legjobb adaptált forgatókönyv
Forrest Gump (Eric Roth)
- György király (Alan Bennett)
- Senki bolondja (Robert Benton)
- Kvíz Show (Paul Attanasio)
- A remény rabjai (Frank Darabont)

### Legjobb fényképezés
Szenvedélyek viharában (John Toll)
- Forrest Gump (Don Burgess)
- A remény rabjai (Roger Deakins)
- Három szín: piros (Piotr Sobociński)
- Wyatt Earp (Owen Roizman)

### Legjobb vágás
Forrest Gump (Arthur Schmidt)
- Hoop Dreams (Frederick Marx, Steve James, William Haugse)
- Ponyvaregény (Sally Menke)
- A remény rabjai (Richard Francis-Bruce)
- Féktelenül (John Wright)

### Legjobb látványtervezés
György király (Ken Adam, Carolyn Scott)
- Lövések a Broadwayn (Santo Loquasto, Susan Bode)
- Forrest Gump (Rick Carter, Nancy Haigh)
- Interjú a vámpírral (Dante Ferretti, Francesca Lo Schiavo)
- Szenvedélyek viharában (Lilly Kilvert, Dorree Cooper)

### Legjobb kosztümtervező
Priscilla, a sivatag királynőjének kalandjai (Lizzy Gardiner, Tim Chappel)
- Lövések a Broadwayn (Jeffrey Kurland)
- Kisasszonyok (Colleen Atwood)
- Maverick (April Ferry)
- Margó királyné (Moidele Bickel)

### Legjobb smink/maszk
Ed Wood (Rick Baker, Ve Neill, Yolanda Toussieng)
- Forrest Gump (Daniel C. Striepeke, Hallie D'Amore, Judith A. Cory)
- Mary Shelley: Frankenstein (Daniel Parker, Paul Engelen, Carol Hemming)

### Legjobb eredeti filmzene
Az oroszlánkirály (Hans Zimmer)
- Forrest Gump (Alan Silvestri)
- Interjú a vámpírral (Elliot Goldenthal)
- Kisasszonyok (Thomas Newman)
- A remény rabjai (Thomas Newman)

### Legjobb eredeti betétdal
Az oroszlánkirály – Elton John, Tim Rice: „Can You Feel the Love Tonight”
- Junior – Carole Bayer Sager, James Newton Howard, James Ingram, Patty Smyth: „Look What Love Has Done”
- Az oroszlánkirály – Elton John, Tim Rice: „Circle of Life”
- Az oroszlánkirály – Elton John, Tim Rice: „Hakuna Matata”
- Lapzárta – Randy Newman: „Make Up Your Mind”

### Legjobb hang
Féktelenül (Gregg Landaker, Steve Maslow, Bob Beemer, David MacMillan)
- Végveszélyben (Donald O. Mitchell, Michael Herbick, Frank A. Montaño, Art Rochester)
- Forrest Gump (Randy Thom, Tom Johnson, Dennis S. Sands, William B. Kaplan)
- Szenvedélyek viharában (Paul Massey, David E. Campbell, Chris David, Douglas Ganton)
- A remény rabjai (Robert J. Litt, Elliot Tyson, Michael Herbick, Willie D. Burton)

### Legjobb hangvágás
Féktelenül (Stephen Hunter Flick)
- Végveszélyben (Bruce Stambler, John Leveque)
- Forrest Gump (Gloria S. Borders, Randy Thom)

### Legjobb képi effektusok
Forrest Gump (Ken Ralston, George Murphy, Stephen Rosenbaum, Allen Hall)
- A Maszk (Scott Squires, Steve 'Spaz' Williams, Tom Bertino, Jon Farhat)

### Legjobb idegen nyelvű film
Utomlyonnye solntsem - Csalóka napfény (Oroszország)
- Eső előtt (Macedónia)
- Farinelli (Belgium)
- Fresa y chocolate (Kuba)
- Eat Drink Man Woman - Yin shi nan nu (Tajvan)

### Legjobb dokumentumfilm
Maya Lin: A Strong Clear Vision (Freida Lee Mock, Terry Sanders)
- The American Experience (Charles Guggenheim)
- Complaints of a Dutiful Daughter (Deborah Hoffmann)
- Freedom on My Mind (Connie Field, Marilyn Mulford)
- A Great Day in Harlem (Jean Bach)

### Legjobb animációs rövidfilm
Bob's Birthday (Alison Snowden, David Fine)
- The Big Story (Tim Watts, David Stoten)
- The Janitor (Vanessa Schwartz)
- Le moine et le poisson (Michael Dudok de Wit)
- Triangle (Erica Russell)

## Végső eredmény
(Győzelem/jelölés)
| 6/13 | Forrest Gump                    |
| 2/4  | Az oroszlánkirály               |
| 2/3  | Féktelenül                      |
| 2/2  | Ed Wood                         |
| 1/7  | Lövések a Broadwayn             |
| 1/7  | Ponyvaregény                    |
| 1/4  | György király                   |
| 1/3  | Szenvedélyek viharában          |
| 1/1  | Priscilla, a sivatag királynője |
| 1/1  | Kék ég                          |